# Nave

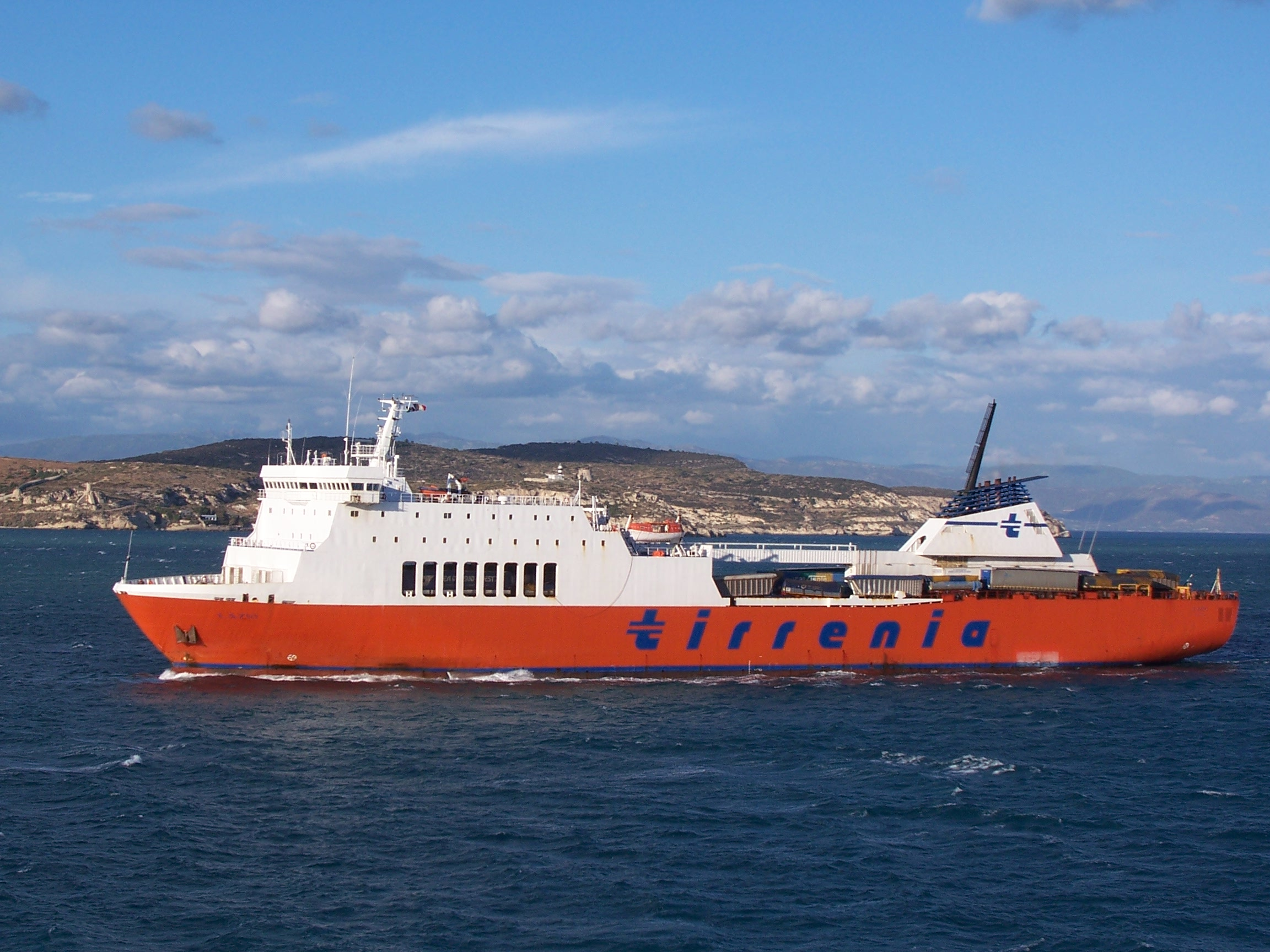
Immagine di una nave di medie dimensioni (traghetto).

La nave (o bastimento) è un mezzo di trasporto concepito per lo spostamento di merci, persone o per fini bellici marittimi.

## Storia
Nell'antico linguaggio della marineria, all'epoca della propulsione a vela, la nave era intesa come veliero con tre alberi a vele quadre e bompresso, mentre in presenza di un quarto albero a vela aurica veniva detta "veliero a palo". Analogamente, un veliero con due alberi a vele quadre era un brigantino, che se dotato di un terzo albero a vele auriche diventava "brigantino a palo". Poi la nomenclatura che una nave militare poteva avere dipendeva anche dalle funzioni che essa svolgeva. Per esempio, secondo il sistema di classificazione delle navi della Royal Navy, una nave con meno di 20 cannoni comandata da un tenente comandante (Lieutanant Commander) era una corvetta, indipendentemente che fosse armata a nave o brigantino a palo.
Gli altri paesi non riconoscevano la classificazione britannica, per cui una nave francese da 22 cannoni poteva essere designata come corvetta pesante, mentre nella classificazione inglese sarebbe stata una fregata di sesto rango. Altri tipi di velieri erano, ad esempio, la polacca, il mistico, la tartana, lo sciabecco, per restare alla marineria europea, ma anche i dhow arabi e le giunche cinesi, alcune delle quali di dimensioni imponenti, con oltre 1000 tonnellate di stazza. Dal 1762 i britannici cominciarono a foderare le carene di lastre di rame per evitarne il deterioramento dovuto alle teredini.
Nel 1821 l'inglese Aaron Manby progettò e fece costruire la prima nave con struttura interamente metallica: un piroscafo che prese il nome del suo progettista. L'Aaron Manby fu varato nel 1822 nel Tamigi, ma navigò prima sulla Senna e poi sulla Loira, fino alla demolizione avvenuta nel 1855 Nel 1824 sir Humphry Davy inventò la protezione catodica che riparava lo scafo in metallo dalla corrosione. Quest'invenzione favorì il passaggio dai velieri in legno alle navi in metallo spinte dal motore a vapore. Dopo la seconda guerra mondiale i motori a vapore hanno lasciato il posto ai motori diesel.

## Generalità e normativa
La teoria della nave è quella parte dell'architettura navale che ne studia la geometria, l'equilibrio e i movimenti. Pertanto, in base a tale premessa, per nave si intende: una costruzione che per forme, dimensioni e sistemazioni deve essere idonea a muoversi sull'acqua con i propri mezzi e con la necessaria sicurezza per trasportare persone e/o merci o per scopo di rimorchio, pesca, diporto o altro scopo. Le dimensioni esatte sopra le quali un'unità navigante diventa nave, è spesso definita in maniera diversa a seconda delle leggi e dei regolamenti degli Stati del mondo e da disposizioni internazionali.
Ad esempio nell'ordinamento italiano si parla di navi da passeggeri quando la stazza delle unità destinate a quel tipo di servizio raggiunge le 50 tonnellate. Unità di stazza più esigua al di sotto di questo limite vengono definite "mezzi nautici per il trasporto passeggeri". Se non per servizio passeggeri si parlerà di navi destinate a un particolare servizio quando la stazza lorda di queste unità sarà maggiore di 151 tonnellate.
Il codice della navigazione divide le unità naviganti anche per tipo di navigazione alla quale esse sono destinate. Quindi, a seguito di quanto detto, annovera il naviglio maggiore, che è quello abilitato alla navigazione alturiera, e il naviglio minore, ovvero quello abilitato alla navigazione costiera.

## Elementi fondamentali

Schema generale di una nave

Una nave si compone dei seguenti elementi:
- lo scafo, cioè il guscio della nave, composto dall'involucro esterno, che assicura il galleggiamento, e dalle strutture interne di rinforzo. È la parte della nave dotata di proprietà nautiche, distinto dalla linea di galleggiamento in:
  - opera viva o carena, che è la parte immersa, a costante contatto con l'acqua;
  - opera morta, che è invece la parte emersa, a contatto con l'acqua solo occasionalmente per effetto dei moti nave e delle onde;
  - la zona compresa tra i galleggiamenti estremi (caratterizzati da diversi assetti e dislocamenti) prende inoltre il nome di bagnasciuga.
- le sovrastrutture, cioè tutti gli elementi costruiti sullo scafo per gli scopi più svariati, come alberature, fumaioli, gru e locali destinati alla vita di bordo;
- l'apparato propulsore, gli organi di governo e di stabilità, che spesso si possono trovare sommati in elementi polivalenti, che garantiscono la funzionalità marinara della nave; tra i principali abbiamo: il motore principale, timoni, eliche (di propulsione e/o di manovra), pod, vele, alette antirollio, pinne girodinamiche antirollio[9];
- le attrezzature per la navigazione, la fonda e l'ormeggio, quali le ancore, i verricelli, la fanaleria, i radar, i sistemi di navigazione, cavi e cordame vario;
- l'allestimento tipico, cioè l'insieme di impianti destinati alla funzionalità operativa per la quale la nave è stata destinata in esercizio, quali ad esempio gli impianti per il carico dei liquidi, delle merci o dei mezzi, gli alloggi e le aree ricreative per i passeggeri, e così via.

## Classificazione e tipi
Le unità naviganti di notevole grandezza, conducibili da una comunità più o meno grande chiamata equipaggio, assumono la denominazione di "nave". Si hanno quindi navi da passeggeri, motonavi, navi da crociera, navi traghetto, navi petroliere, navi da carico, navi portacontenitori, pescherecci oceanici e navi da diporto le quali a norma del regolamento per la nautica da diporto, sono quelle unità naviganti a scopo lussorio di lunghezza superiore ai 24 metri.
Sono definite invece imbarcazioni i mezzi navali e/o nautici di esigue dimensioni conducibili anche se a motore da una sola persona (vedi imbarcazioni di salvataggio, imbarcazioni per il servizio per le navi in rada, imbarcazioni degli ormeggiatori, imbarcazioni da pesca, imbarcazioni da diporto le quali a norma del regolamento per la nautica da diporto sono quelle unità di lunghezza inferiore a 24 metri).
In italiano nave è un termine generico, ed ha mutato il suo significato nel tempo, nel Cinquecento nave era un sinonimo di unità navigante complessa, ovvero bastimento, un termine generico riferibile a qualsiasi naviglio, nel Settecento invece erano definite "navi" solo i bastimenti, ovvero i vascelli, ovvero le unità naviganti di notevole grandezza dotate di tre alberi (trinchetto, maestra e mezzana, oltre ovviamente al bompresso) formati ognuno da almeno tre "pezzi", ovvero fuso maggiore, albero e alberetto; dalla metà dell'Ottocento invece si tende a distinguere le navi oltre che per tipo di armamento velico anche per la loro capacità commerciale nel caso di navi mercantili e per la loro capacità di fuoco per le navi da guerra. La capacità commerciale era espressa dalla stazza ovvero il volume degli spazi interni della nave espressi in tonnellate di stazza le quali erano a loro volta corrispondenti a 100 piedi cubi e a 2,832 metri cubi. Per le navi da guerra erano in uso le definizioni vascello, fregata, corvetta, sloop, accompagnate dal numero dei cannoni trasportati. Per identificare una nave di linea si usava definirla nel modo seguente: Vascello con 112 pezzi d'artiglieria.

### Navi mercantili
Una nave mercantile è una nave adibita al trasporto di merci e passeggeri, che quindi costituiscono il carico utile della nave stessa.

### Navi da guerra
| Nome                                   | Descrizione | Immagine |
| -------------------------------------- | --- | -------- |
| Aviso                                  | |          |
| Cacciamine                             | Il cacciamine o dragamine è una nave militare appositamente progettata per localizzare e distruggere le mine navali. Talvolta la stessa nave può essere utilizzata per posizionare delle mine in acqua. |          |
| Cacciatorpediniere (DD)                | Un cacciatorpediniere è una nave da guerra veloce e manovrabile, dotata comunque di grande autonomia, progettata per scortare vascelli di dimensioni maggiori di una flotta o gruppo di battaglia e difenderli contro attaccanti più piccoli e a corto raggio d'azione (originariamente le torpediniere, successivamente sottomarini e aerei). All'inizio del XXI secolo i cacciatorpediniere sono la nave di superficie di dimensioni maggiori in uso generale. |          |
| Cacciatorpediniere lanciamissili (DDG) | Unità dotata di missili antinave che hanno dapprima affiancato e poi sostituito il cannone come arma principale antinave, entrate in servizio negli anni cinquanta |          |
| Cacciatorpediniere conduttore (DL)     | Unità più grossa dei normali cacciatorpediniere, con appositi locali in grado di ospitare lo stato maggiore di un comando di flottiglia, in uso fino agli anni cinquanta; molti esploratori negli anni trenta vennero riclassificati come caccia conduttori, ma in realtà essendo evidente la differenza diventavano un bersaglio privilegiato. |          |
| Cacciatorpediniere di scorta (DDE)     | I cacciatorpediniere di scorta furono navi più piccole come dimensioni dei caccia di squadra (che scortavano appunto le squadre da battaglia) e più lente, adatte alla scorta delle navi mercantili o a compiti antisommergibili. Il nome era usato soprattutto nella US Navy, che distingueva queste unità con la sigla DE (Destroyer Escort) seguita dal numerale, mentre gli inglesi utilizzarono inizialmente in questo ruolo cacciatorpediniere obsoleti, per poi sostituirli con fregate e corvette. |          |
| Cannoniera                             | Il termine cannoniera ha indicato diversi tipi di navi, secondo l'epoca in cui è stato usato: generalmente è una piccola imbarcazione armata con cannoni. nell'età della vela una cannoniera fu solitamente un piccolo vascello privo di ponte con un singolo cannone a canna liscia a prua. Durante la guerra civile americana indica un battello a pale, generalmente corazzato, armato con una dozzina o più di cannoni, a volte di grosso calibro. Alla fine del XIX secolo e all'inizio del XX secolo venne usato per indicare i più piccoli vascelli armati. |          |
| Nave corazzata / Nave da battaglia     | Con nave da battaglia (o corazzata) si indicano le più potenti navi da guerra delle marine militari, dalla seconda metà del XIX secolo, protette da pesanti corazze in acciaio (o inizialmente ferro) che avevano come ruolo principale l'ingaggio di navi da guerra nemiche con il fuoco diretto o indiretto di un arsenale di cannoni. |          |
| Corazzata tascabile                    | Definizione data dalla Royal Navy delle navi da battaglia tedesche classe Deutschland: la Admiral Graf Spee, Admiral Scheer e Deutschland. |          |
| Corvetta                               | La corvetta è una piccola nave militare con elevate capacità di manovra e dotata di armamento leggero e di armamento antisommegibile, di dimensioni intermedie tra la fregata ed il pattugliatore. |          |
| Dragamine                              | Il cacciamine o dragamine è una nave militare appositamente progettata per localizzare e distruggere le mine navali. Talvolta la stessa nave può essere utilizzata per posizionare delle mine in acqua. |          |
| Esploratore                            | L'esploratore era una nave militare di medie dimensioni, generalmente più grande di un cacciatorpediniere e più piccola di un incrociatore, con caratteristiche di elevata velocità e manovrabilità e con una potenza di fuoco sufficiente a fronteggiare per breve tempo navi similari. Ruolo principale dell'esploratore era la ricognizione in avanscoperta alla flotta, in un'epoca in cui la ricognizione aerea ancora non esisteva o era inefficiente. Fu reso obsoleto e scomparve dalle flotte con l'affermarsi dell'aviazione negli anni venti. |          |
| Fregata (FF)                           | Attualmente una nave da guerra destinata a proteggere altre navi da guerra o navi mercantili in ruolo di scorta (per esempio in ruolo antisommergibile). Nel periodo della vela fu una nave più piccola di un vascello utilizzata per compiti di pattuglia e scorta. |          |
| Fregata missilistica (FFG)             | |          |
| Incrociatore                           | Storicamente il più piccolo tipo di navi da guerra capace di azioni indipendenti (i cacciatorpediniere richiedono solitamente l'appoggio di navi esterne), ma in epoca moderna questa differenza è scomparsa. Il termine inizialmente si riferiva al ruolo assegnato a una nave (compiti di pattuglia e missioni di durata prolungata), piuttosto che a un tipo specifico di nave. |          |
| Incrociatore corazzato                 | Un incrociatore corazzato fu un tipo di incrociatore protetto da una corazzatura su tutti i fianchi, così come sui ponti e sulle postazioni dei cannoni. Questo tipo di navi fu utilizzata all'incirca a partire dal 1875 fino a metà della prima guerra mondiale ed in ruoli ausiliari negli trenta ed anche nella seconda guerra mondiale. |          |
| Incrociatore da battaglia              | Gli incrociatori da battaglia furono grandi navi da battaglia della prima metà del XX secolo, che occupano un'area intermedia tra gli incrociatori e le navi da battaglia. Generalmente sono di costruzione e armamento simile a quello di una nave da battaglia, ma dotati di una corazzatura inferiore, per essere più veloci. Furono progettati per dare la caccia a navi da guerra più piccole (che superavano in armamento) e sfuggire a quelle più grosse, troppo armate per essere affrontate. |          |
| Incrociatore leggero (CL)              | Con incrociatore leggero si indica un tipo di incrociatore, di grandi dimensioni, definito formalmente dal trattato navale di Londra come una nave dal dislocamento inferiore a 10.160 t e armato con cannoni dal calibro pari o inferiore a 6,1 pollici (155 mm). |          |
| Incrociatore missilistico (CG)         | |          |
| Incrociatore pesante                   | Con incrociatore pesante si indica un tipo di incrociatore, di grandi dimensioni e ben armato, definito formalmente dal Trattato navale di Londra come una nave dal dislocamento inferiore a 10.160 t e armato con cannoni dal calibro superiore a 6,1 pollici (155 mm). |          |
| Incrociatore protetto                  | Un incrociatore Protetto fu un tipo di incrociatore usato alla fine del XIX secolo. Il nome è dovuto all'ammontare minimo di corazzatura utilizzata in confronto agli incrociatori "corazzati" esistenti. Verso il 1910 quando le placche corazzate cominciarono a migliorare di qualità e i motori divennero più leggeri furono sostituiti dagli incrociatori incrociatore leggeri e pesanti. |          |
| Landing Helicopter Assault (LHA)       | Nave con ampio ponte attrezzato per operazioni anfibie con sbarco di truppe e materiali da elicotteri. Come ruolo secondario, questa nave può eseguire limitate operazioni di proiezione della forza e controllo del mare |          |
| Landing Helicopter Dock (LHD)          | Nave con ampio ponte attrezzato per operazioni anfibie con sbarco di truppe e materiali da elicotteri ed un bacino di sbarco allagabile che contenga e permetta di operare con mezzi da sbarco. |          |
| Landing Platform Dock (LPD)            | |          |
| Landing Platform Helicopter (LPH)      | |          |
| Nave appoggio idrovolanti              | Nave dotata di installazioni per operare idrovolanti, furono il primo tipo di portaerei utilizzato e comparvero poco prima dell'inizio della prima guerra mondiale. |          |
| Nave d'assalto anfibio                 | Termine generico che comprende navi anfibie con un ponte di grandi dimensioni, come le LPH, LHA e LHD. Questa terminologia non include le Landing Platform Dock (LPD) e le Landing Ship Dock (LSD) anche se colloquialmente usato per riferirsi ad esse. |          |
| Pattugliatore                          | Unità leggera di dimensioni variabili, adatto a pattugliare spazi di mare in aree costiere o di altura, attualmente in ambito NATO contrassegnate dalla lettera P seguita da un numerale ma in uso sotto varie sigle in molte marine militari. |          |
| Portaelicotteri (CVH)                  | Tipo di incrociatore non tutto-ponte capace di imbarcare più di 4 elicotteri medi. |          |
| Portaerei (CV)                         | Nave da guerra di grandi dimensioni il cui ruolo principale è il trasporto in zona di operazioni, lancio e recupero di aeroplani, agendo in effetti come una base aerea capace di muoversi sui mari. Si considerano portaerei quelle navi di oltre 40.000 ton capaci di missioni di proiezione di potenza. |          |
| Portaerei di scorta (CVE)              | |          |
| Portaerei leggera (CVL)                | |          |
| Portaeromobili (CVS)                   | Nave da guerra di medie dimensioni il cui ruolo principale è il trasporto in zona di operazioni, lancio e recupero di aeroplani, agendo in effetti come una base aerea capace di muoversi sui mari. Si considerano portaeromobili quelle navi di 12.000/20.000 ton capaci di missioni di difesa della forza navale. |          |
| Posamine                               | Il cacciamine o dragamine è una nave militare appositamente progettata per localizzare e distruggere le mine navali. Talvolta la stessa nave può essere utilizzata per posizionare (posamine) delle mine in acqua. |          |
| Sottomarino                            | Un sottomarino è un mezzo navale adatto a navigare prevalentemente sott'acqua. |          |
| Sommergibile                           | Un sommergibile è un mezzo navale in grado di compiere operazioni subacquee, ma che naviga prevalentemente in superficie. |          |
| Sommergibile portaerei                 | |          |
| Torpediniere                           | Il termine "torpediniera" ha identificato diversi tipi di navi, tutte create con lo scopo di contrastare corazzate e altre unità grandi, pesanti e potentemente armate, sfruttando la maggiore velocità ed agilità. Alla loro comparsa nel 1873 si trattava di navi relativamente piccole e veloci, progettate per lanciare siluri contro navi di superficie di dimensioni maggiori. Successivamente nei primi del novecento, in risposta alla comparsa dei primi cacciatorpediniere, le torpediniere aumentarono di dimensioni ed armamento, a scapito della velocità. Anche per questo motivo vennero affiancate da un secondo tipo di torpediniere, piccole e velocissime (MAS italiani, Schnell-boote tedeschi, MTB inglesi e PT-boats americani), più simili a grossi motoscafi e perciò note anche come "motosiluranti". |          |

## Navi storiche
| Nome                      | Descrizione | Immagine         |
| ------------------------- | --- | ---------------- |
| Brigantino                | Veliero con due alberi a vele quadre (di trinchetto verso prua e di maestra a poppa) e bompresso. Sull'albero di maestra era ordinariamente inferita anche una randa. Quando vi era un terzo albero (di mezzana con vele auriche) si parlava di brigantino a palo. |                  |
| Caracca                   | Grande veliero con tre o quattro alberi verticali e albero di bompresso inclinato che venne sviluppato nel Mediterraneo durante il XV secolo. |                  |
| Caravella                 | Tipo di nave in legno, introdotta nel 1441 dai portoghesi. Era più piccola della caracca, ma più robusta e veloce. Rimase in uso per tutto il XV secolo, e diede un grande impulso alla navigazione di quell'epoca. |                  |
| Clipper                   | I Clipper furono veloci navi a vela a tre alberi adibite al trasporto delle merci su rotte oceaniche che furono utilizzate sul finire del XIX secolo. Il nome in inglese indica andare veloci o andare di bolina. Il primo vascello di questo tipo ad essere varato è forse stato il Baltimore, realizzato negli USA. Nella foto il Cutty Sark, ormeggiato a Greenwich, nelle prossimità di Londra. |                  |
| Cocca                     | La cocca fu una grande nave medievale, di forma rotonda, che poteva raggiungere una stazza di 1.000 tonnellate. Essa può essere considerata la più importante delle grandi navi a vela che seguirono il periodo della navi a propulsione mista – remi e vele. |                  |
| Corvetta                  | La corvetta era una nave con un solo ponte di batteria, di piccolo tonnellaggio (da 150 a 400 tonnellate), usata per servizi di scorta ai convogli e incursioni contro il traffico costiero avversario. |                  |
| Fregata                   | Questo termine è stato utilizzato per una varietà di navi di ruoli e dimensioni differenti. Durante il periodo dell'utilizzo delle vele come mezzo di locomozione, è stato usato per una nave più piccola e più veloce di un vascello, dotata di un solo ponte di batteria e con un numero di cannoni fino a 44 per le più pesanti fregate costruite. In alcuni casi vascelli obsoleti vennero modificati eliminando i cannoni del ponte di coperta (tecnicamente rasate) e trasformati in fregate pesanti. |                  |
| Galea                     | La galea o galera è un tipo di nave da guerra usata nel Mediterraneo per oltre duemila anni; il suo uso declinò a partire dal XVII secolo, quando venne soppiantata dal galeone. |                  |
| Galeone                   | Il galeone è un poderoso veliero da guerra progettato per affrontare la navigazione oceanica, molto diffuso nel XVI e XVII secolo. Rispetto alla caracca il galeone aveva dimensioni maggiori, in genere lunghezza tripla rispetto alla larghezza, la quale era doppia rispetto all'altezza. |                  |
| Goletta                   | La goletta è un'imbarcazione a vela, ovvero un bastimento, fornita di due alberi leggermente inclinati verso poppa ed armati con vele auriche; presenta il bompresso, ossia l'albero inclinato protendente dalla prua dell'imbarcazione. | Goletta Oloferne |
| Trireme                   | La trireme era un'antica nave fenicia, greca e romana che utilizzava come propulsione, oltre alla vela, tre file di rematori disposti sulle due fiancate dello scafo. Vi era un solo albero e la vela era rettangolare (e qualche volta triangolare). |                  |
| Vascello                  | Nave da guerra sviluppata a partire dal XVII secolo e che divenne la principale nave da battaglia delle marine militari, unica a trovare posto nella linea di fila. Inizialmente soltanto su due ponti, verso la fine del XVIII secolo venivano costruiti vascelli a tre o quattro ponti, con 100 o più cannoni. Verso la fine del secolo cadde progressivamente in disuso a causa dei suoi costi di gestione e della maggiore flessibilità d'uso della più piccola ma agile fregata che man mano lo rimpiazzò nell'uso operativo, pur venendo questa dotata di un'artiglieria più potente, sull'esempio delle fregate pesanti statunitensi. |                  |
| Nave a vapore o piroscafo | Imbarcazione mossa da una macchina a vapore con trazione a ruota o a elica. |                  |

## Navi celebri
- Achille Lauro

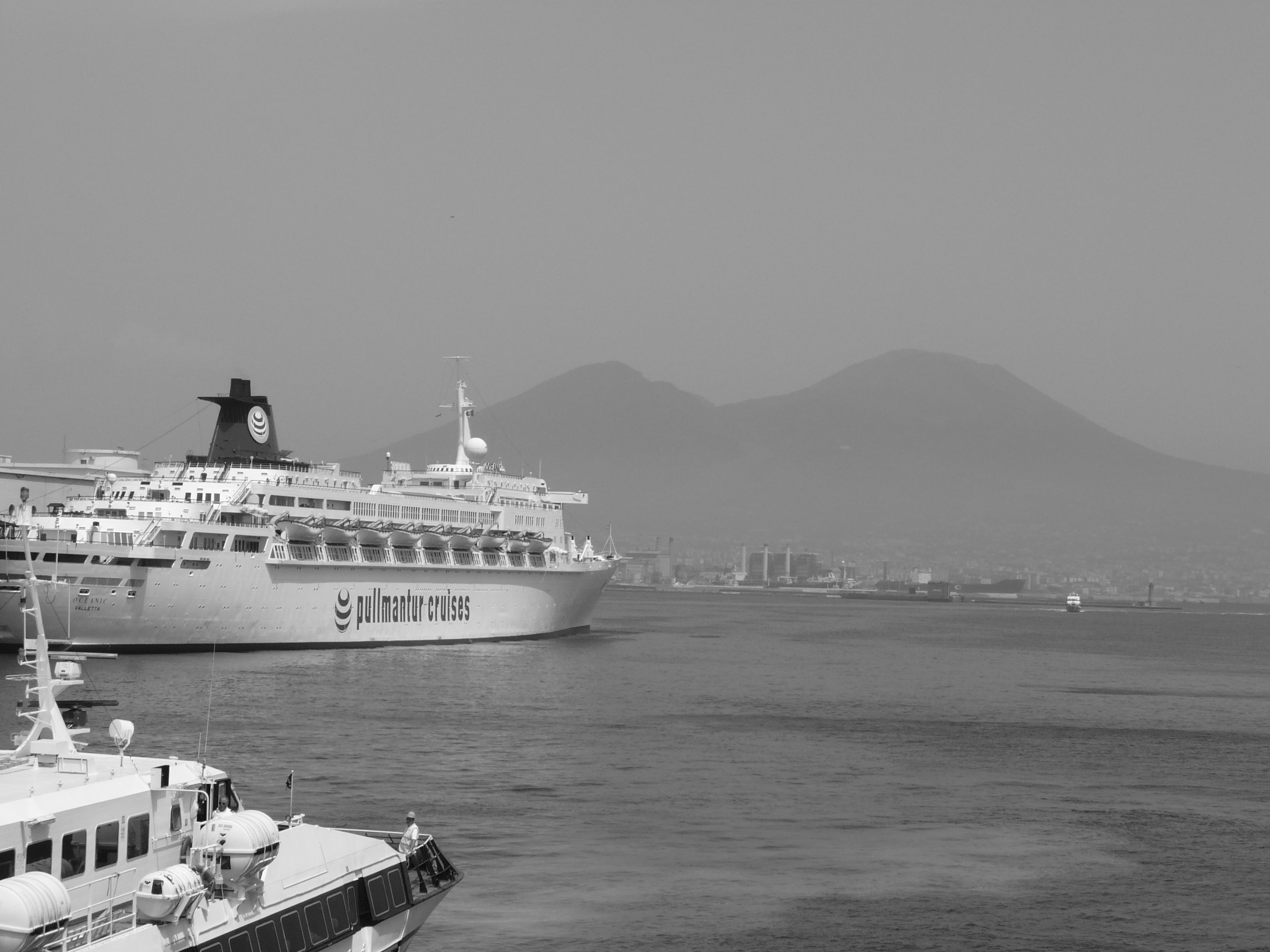
La nave da crociera Oceanic attraccata al molo Angioino di Napoli

- Amerigo Vespucci, nave scuola della Marina Militare
- Amoco Milford Haven
- Andrea Doria
- Bismarck
- Calypso (la nave di Jacques Costeau)
- Cutty Sark
- Destriero
- Great Eastern
- Elettra
- HMS Endeavour
- HMS Bellerophon
- HMS Bounty
- HMS Hood
- HMS Victory
- Knock Nevis
- Michelangelo
- Maersk Alabama
- Mayflower
- Moby Prince
- Niña, Pinta e Santa Maria, le tre caravelle di Cristoforo Colombo
- Principessa Mafalda
- Raffaello
- Rainbow Warrior, l'ammiraglia di Greenpeace
- Rex
- RMS Lusitania
- RMS Titanic[14]
- Roma, nave da battaglia della seconda guerra mondiale
- Thistlegorm
- USS Constitution
- Costa Concordia
- Yamato
- Musashi
- Herald of Free Enterprise
- Estonia